# Jan Vaerman

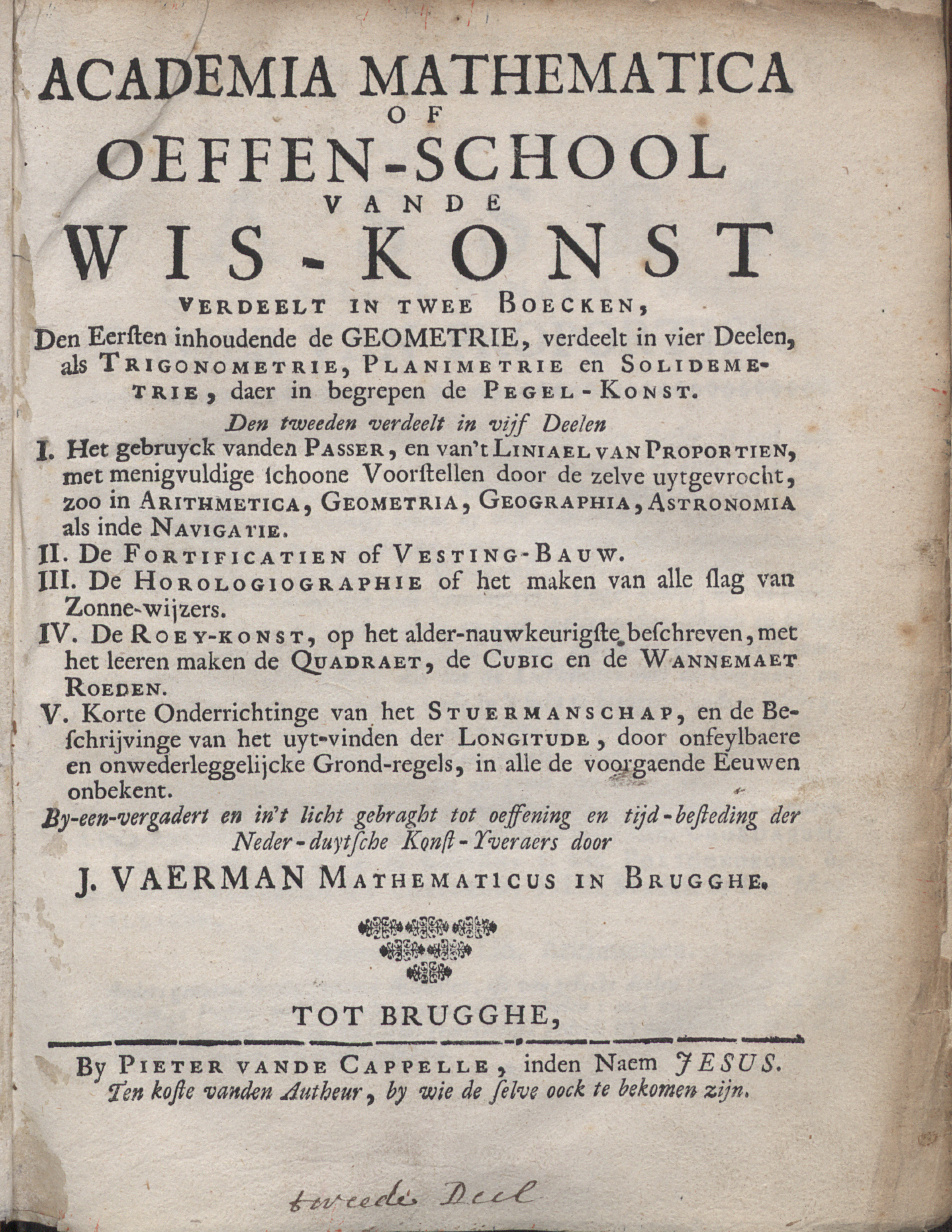
Academia Mathematica of Oeffen-school vande Wis-konst, 1719

Jan Vaerman (Erembodegem, 26 de abril de 1653 - Brujas, 10 de mayo de 1731) fue un matemático flamenco.
Trabajó como maestro de escuela, primero en Brujas, y luego, de 1693 a 1717, en Tielt. Escribió sobre gramática francesa, aritmética, geometría, trigonometría y planimetría.

## Obras
- Ontledingh der Fransche spraeck-konst. L'anatomie de la grammaire françoise. Brujas: Franciscus Van Heurce. 1699.
- Academia Mathematica of Oeffen-school van de Wis-konst. Brujas: Pieter vande Cappelle. 1719.